# Schoenoplectus
Genre
Classification APG III (2009)
Schoenoplectus est un genre végétal de la famille des Cyperaceae. Les membres de ce genre sont généralement appelés « scirpes » ou « souchets ».

## Liste d'espèces
Selon World Checklist of Selected Plant Families (WCSP) (13 nov. 2010) :
- Schoenoplectus acutus (Muhl. ex Bigelow) Á.Löve & D.Löve (1954)
- Schoenoplectus americanus (Pers.) Volkart (1905)
- Schoenoplectus annamicus (Raymond) T.Koyama (1979)
- Schoenoplectus blakei Hayas. (2009)
- Schoenoplectus bucharicus (Roshev.) Grossh. (1939)
- Schoenoplectus californicus (C.A.Mey.) Soják, Cas. Nár. Mus. (1972)
- Schoenoplectus × carinatus (Sm.) Palla (1888)
- Schoenoplectus × carinatus nothosubsp. carinatus
- Schoenoplectus × carinatus nothosubsp. triquetriformis (V.I.Krecz.) Govaerts (2007)
- Schoenoplectus chen-mouii (Tang & F.T.Wang) Hayas. (2009)
- Schoenoplectus confusus (N.E.Br.) Lye (1971)
- Schoenoplectus × contortus (Eames) S.G.Sm. (1995)
- Schoenoplectus corymbosus (Roth ex Roem. & Schult.) J.Raynal (1976)
- Schoenoplectus decipiens (Nees) J.Raynal, Adansonia, n.s. (1976)
- Schoenoplectus deltarum (Schuyler) Soják, Cas. Nár. Mus. (1972)
- Schoenoplectus ehrenbergii (Boeckeler) Soják, Cas. Nár. Mus. (1972)
- Schoenoplectus etuberculatus (Steud.) Soják, Cas. Nár. Mus. (1972)
- Schoenoplectus fohaiensis (Tang & F.T.Wang) Hayas. (2009)
- Schoenoplectus fuscorubens (T.Koyama) T.Koyama (1978)
- Schoenoplectus heptangularis Cabezas & Jim.Mejías (2009)
- Schoenoplectus heterochaetus (Chase) Soják, Cas. Nár. Mus. (1927)
- Schoenoplectus hondoensis (Ohwi) Soják, Cas. Nár. Mus. (1971)
- Schoenoplectus hotarui (Ohwi) Holub (1976)
- Schoenoplectus komarovii (Roshev.) Soják, Cas. Nár. Mus. (1972)
- Schoenoplectus × kuekenthalianus (Junge) D.H.Kent (1990)
- Schoenoplectus lacustris (L.) Palla (1888)
- Schoenoplectus lineolatus (Franch. & Sav.) T.Koyama (1978)
- Schoenoplectus litoralis (Schrad.) Palla (1888)
- Schoenoplectus mucronatus (L.) Palla (1888)
- Schoenoplectus multisetus Hayas. & C.Sato (2004)
- Schoenoplectus muricinux (C.B.Clarke) J.Raynal, Adansonia, n.s. (1976)
- Schoenoplectus muriculatus (Kük.) Browning (1991)
- Schoenoplectus nipponicus (Makino) Soják, Cas. Nár. Mus. (1972)
- Schoenoplectus × oblongus (T.Koyama) Soják, Cas. Nár. Mus. (1972)
- Schoenoplectus oligosetus (A.E.Kozhevn.) T.V.Egorova (2005)
- Schoenoplectus orthorhizomatus (Kats.Arai & Miyam.) Hayas. & H.Ohashi (2000)
- Schoenoplectus × osoreyamensis (M.Kikuchi) Hayas. (2005)
- Schoenoplectus paludicola (Kunth) Palla (1888)
- Schoenoplectus patentiglumis Hayashi (2003)
- Schoenoplectus pulchellus (Kunth) J.Raynal, Adansonia, n.s. (1976)
- Schoenoplectus pungens (Vahl) Palla (1888)
- Schoenoplectus rechingeri Kukkonen (1995)
- Schoenoplectus rhodesicus (Podlech) Lye (1983)
- Schoenoplectus schoofii (Beetle) Soják, Cas. Nár. Mus. (1979 publ. 1980)
- Schoenoplectus smithii (A.Gray) Soják, Cas. Nár. Mus. (1972)
- Schoenoplectus × steinmetzii (Fernald) S.G.Sm. (1995)
- Schoenoplectus subbisetosus (T.Koyama) Soják, Cas. Nár. Mus. (1979 publ. 1980)
- Schoenoplectus subterminalis (Torr.) Soják, Cas. Nár. Mus. (1972)
- Schoenoplectus tabernaemontani (C.C.Gmel.) Palla (1888)
- Schoenoplectus torreyi (Olney) Palla (1911)
- Schoenoplectus triqueter (L.) Palla (1888)
- Schoenoplectus × uzenensis (Ohwi ex T.Koyama) Hayas. & H.Ohashi (2000)

Selon ITIS (13 nov. 2010) :
- Schoenoplectus acutus (Muhl. ex Bigelow) A.et D. Löve
- Schoenoplectus americanus (Pers.) Volk. ex Schinz & R. Keller
- Schoenoplectus californicus (C.A. Mey.) Palla
- Schoenoplectus × carinatus (Sm.) Palla
- Schoenoplectus × contortus (Eames) S.G. Sm.
- Schoenoplectus deltarum (Schuyler) Soják
- Schoenoplectus erectus (Poir.) Palla ex Raynal
- Schoenoplectus etuberculatus (Steud.) Soják
- Schoenoplectus fluviatilis (Torr.) M.T. Strong
- Schoenoplectus glaucus (Lam.) Kartesz, comb. nov. ined.
- Schoenoplectus hallii (Gray) S.G. Sm.
- Schoenoplectus heterochaetus (Chase) Soják
- Schoenoplectus juncoides (Roxb.) Palla
- Schoenoplectus lacustris (L.) Palla
- Schoenoplectus maritimus (L.) Lye
- Schoenoplectus mucronatus (L.) Palla
- Schoenoplectus novae-angliae (Britt.) M.T. Strong
- Schoenoplectus × oblongatus (T. Koyama) Soják
- Schoenoplectus pungens (Vahl) Palla
- Schoenoplectus purshianus (Fern.) M.T. Strong
- Schoenoplectus robustus (Pursh) M.T. Strong
- Schoenoplectus saximontanus (Fern.) Raynal
- Schoenoplectus smithii (Gray) Soják
- Schoenoplectus × steinmetzii (Fern.) S.G. Sm.
- Schoenoplectus subterminalis (Torr.) Soják
- Schoenoplectus tabernaemontani (K.C. Gmel.) Palla
- Schoenoplectus torreyi (Olney) Palla
- Schoenoplectus triqueter (L.) Palla